# Klaus Fehling

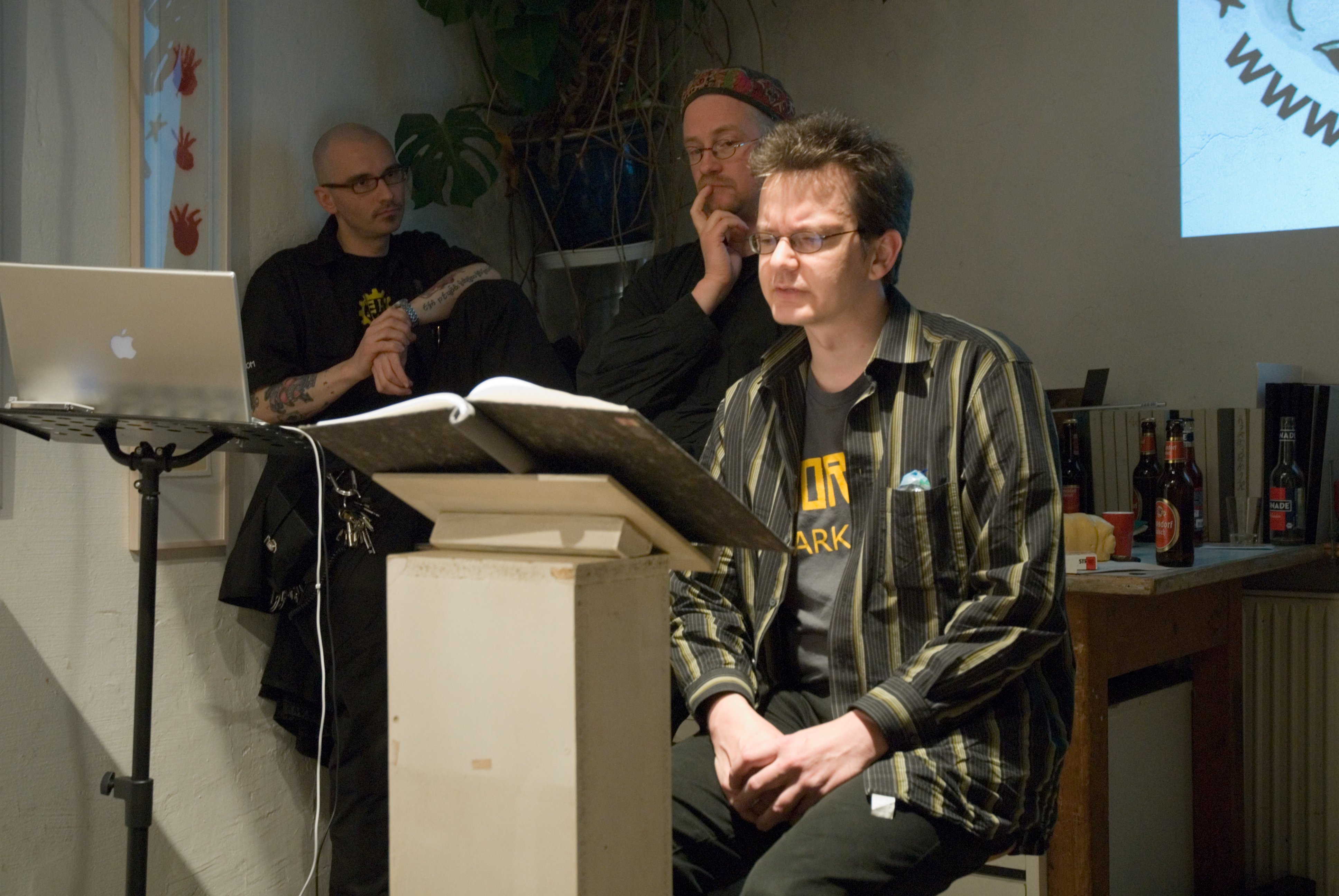
Der Kriminalbiologe Mark Benecke, der Maler Michael Hutter und Klaus Fehling (v. l. n. r.) bei einer „Parallelwelten“-Veranstaltung 2007 in Köln

Klaus Fehling (* 1969 in Köln) ist ein deutscher Schriftsteller, Dramaturg, Regisseur und Musiker.

## Biografie
Nach einer Ausbildung zum Buchhändler arbeitete er als Journalist, PR-Manager (u. a. für den Linux-Verband), Regie- und Dramaturgieassistent (Schauspielhaus Bochum) und Theaterkritiker. 2002 erhielt er ein Aufenthaltsstipendium für Darstellende Kunst an der Akademie Schloss Solitude in Stuttgart. 2003/2004 war er Stipendiat des Stuttgarter Wirtschaftsclub im Literaturhaus.
1989 gründete er gemeinsam mit Mark Benecke die Schlager-Punk-Band Die Blonden Burschen. Seit 2007 ist er unter dem Namen „Wolfgang 'James' DIN“ Gitarrist und Sänger der Band Die Promovierten Praktikanten.
Zusammen mit Uli Winters komponiert und textet er Stimmungslieder, u. a. für den Schauspieler/Sänger Waldemar Kobus.
Seit 2002 arbeitet er als Dramaturg für Theater- und Opernproduktionen in ganz Deutschland. Für das Kölner Theaterkollektiv Futur3 schreibt er regelmäßig Texte und ist als Autor und Dramaturg assoziiertes Mitglied des Kollektivs.
Seine Theaterstücke wurden von verschiedenen Ensembles bisher u. a. in Deutschland, Serbien, Thailand, Singapur, USA, Italien, Japan und Norwegen aufgeführt.
An der Theaterakademie Köln war er von 2013 bis 2016 Dozent für Dramaturgie und Kreatives/Szenisches Schreiben.
2011 gründete er in Bodenheim am Rhein den Luftschiff-Verlag, der seit 2013 in Köln ansässig war und zum Ende 2014 seine Tätigkeit eingestellt hat.
Klaus Fehling ist seit seinem 28. Lebensjahr an Morbus Parkinson erkrankt.

## Veröffentlichungen
- Park Chan-Kyong/Klaus Fehling: Koreans who went to Germany, Deutschland/Korea 2003
- Alle Türen offen (Unternehmerportraits), 2004
- Sternstunden für Nachfolger. Unternehmergeschichten. (Luftschiff-Verlag, Bodenheim 2011, ISBN 978-3-942792-02-8)
- Risiken & Nebenwirkungen – Theaterstück (Luftschiff-Verlag, Bodenheim 2011, ISBN 978-3-942792-03-5)
- Kong – Monolog für einen fremden Helden (Luftschiff-Verlag, Bodenheim 2011, ISBN 978-3-942792-00-4)
- Nicht mein Bein / Ingame – zwei Hörstücke (Luftschiff-Verlag, Bodenheim 2011, ISBN 978-3-942792-04-2)
- Lampyriden – Theaterstück (Luftschiff-Verlag, Bruchweiler-Bärenbach 2012, ISBN 978-3-942792-09-7)
- Der Vielfraßtag (Flaggschiff-Fabrik, Brühl 2020, ISBN 978-3-949173-02-8)

## Theaterstücke
- Die unendliche Bibliothek (Collage nach Jorge Luis Borges), UA: Stuttgart 1996. Regie: Michael Staab
- The Real Forensic, UA: Köln 2000. Regie: Max Schumacher
- Light/Lampyriden, UA: Berlin 2003
- Klopfzeichen. Leuchtfeuer. Rauchsignale., UA: Stuttgart 2003. Regie: Marcel Keller
- Gerichtet in der Stadt, UA: Köln 2005. Regie: Marcel Keller
- Sigrids Risiken, UA: Köln 2006. Regie: Stefan H. Kraft
- Klaus Fehling und das Ensemble Futur3: Der Duft, das Geld und die Stadt, UA: Köln 2006
- Risiken und Nebenwirkungen, UA: Theater Osnabrück 2008. Regie: Marcel Keller
- Maulwürfe, UA: Köln 2008. Regie: Christina Vayhinger
- Kong – Monolog für einen fremden Helden, UA: Köln 2009. Regie: Christina Vayhinger
- Klaus Fehling und das Ensemble Futur3: Eine Nacht in Afghanistan, UA: Köln 2010, Regie: André Erlen
- Sprechende Hunde, UA: Köln 2014 als Abschlussprojekt der Theaterakademie Köln.
- Inge Olson kommt, UA: Köln 2014, Regie: Klaus Fehling
- Die Stadt der Schildkröten, UA: Köln 2015 (Sommerblut Festival), Regie: André Erlen
- Kalte Ente, UA: Köln 2015, Regie: Klaus Fehling
- Wertvoll – Am besten bist du als du selbst. UA: KJT Dortmund 2018, Regie: Johanna Weissert
- No-Go-Area UA: Köln 2018 (Sommerblut Festival), Regie: André Erlen

## Hörspiele
- Klopfzeichen. Leuchtfeuer Rauchsignale., Hörstück mit Musik, (CD) 2006
- Nicht mein Bein, Hörspiel, Prod: WDR 2007
- Ingame, Hörspiel, Prod: WDR 2009[6]
- Kong, Hörspiel, 2012
- Ende der Saison, Hörspiel, Prod: WDR 2019
- Geheime Kommandosache, Hörspiel, Prod: WDR 2021[7]

## Musik
- Die Blonden Burschen: Ihre größten Misserfolge (CD) 2013
- Wolfgang DIN: Endlich aufhören (CD) 2013
- Unbewegt (Download) 2017
- Mittelpunkt der Welt (CD und Download) 2020
- Brigitte Angerhausen (Piano) & Klaus Fehling (Sprache) – Funkenflug (CD 2022)

## Auszeichnungen
- Stipendium für Darstellende Kunst an der Akademie Schloss Solitude in Stuttgart, von Januar 2002 bis Februar 2004.
- Kölner Tanz- und Theaterpreis 2010 mit Petersberg 1, eine Produktion von Futur3, Dramaturgie: Klaus Fehling und Sandra Nuy
- Kurt-Hackenberg-Preis für politisches Theater 2010[8] mit Petersberg 1, eine Produktion von Futur3, Dramaturgie: Klaus Fehling und Sandra Nuy